# SN 2007kd
SN 2007kd – supernowa typu Ia odkryta 23 września 2007 roku w galaktyce M+06-21-36. W momencie odkrycia miała maksymalną jasność 16,60m.